# Tolé
Tolé is een plaats en gemeente (in Panama un distrito genoemd) in de provincie Chiriquí in Panama. In 2015 was het inwoneraantal 12.500.
De gemeente bestaat uit devolgende negen deelgemeenten (corregimiento): Tolé (de hoofdplaats, cabecera), Bella Vista, Cerro Viejo, El Cristo, Justo Fidel Palacios, Lajas de Tolé, Potrero de Caña, Quebrada de Piedra en Veladero.